# Rynersoniet
Het mineraal rynersoniet is een calcium-tantalium-niobium-oxide met de chemische formule Ca(Ta,Nb)2O6.

## Naamgeving en ontdekking
Rynersoniet werd genoemd naar Eugene B. Rynerson, de eigenaar van de mijn in San Diego waar het mineraal in 1978 ontdekt werd.

## Eigenschappen
Het beige, witte tot roze rynersoniet heeft een orthorombisch kristalstelsel. De kristallen zijn fijnkorrelig en komen voor als afzonderlijk eenheden in een matrix of als globulaire aggregaten. Het breukvlak is oneffen en er is een submetallisch glans aanwezig. Het mineraal vertoont geen splijting. De hardheid is 4,5 op de schaal van Mohs en de relatieve dichtheid bedraagt ongeveer 6,4 g/cm³.
Rynersoniet is noch magnetisch, noch radioactief.

## Voorkomen
Rynersoniet wordt voornamelijk aangetroffen in granitische pegmatieten. Het komt enkel voor in de Verenigde Staten (in de staten Californië, Colorado en Wisconsin) en Oeganda (Kampala).